# 애플 A9X
애플 A9X(Apple A9X)은 애플이 설계한 64비트 시스템 온 칩(Soc)이다. 2015년 9월 9일 발표된 아이패드 프로에 처음 등장하였으며 2015년 11월 11일 출시되었다.

## 채용 제품
- 애플 아이패드 프로 - 2015년 11월

## 같이 보기
- 애플 실리콘
- 애플 모션 보조 프로세서